# Gabrnik (Škocjan, Slovenija)
Gabrnik je naselje u slovenskoj Općini Škocjanu. Gabrnik se nalazi u pokrajini Dolenjskoj i statističkoj regiji Jugoistočnoj Sloveniji. 

## Stanovništvo
Prema popisu stanovništva iz 2002. godine naselje je imalo 18 stanovnika.